# Tekeze-Setit
Der Tekeze-Setit ist ein Fluss in Äthiopien, Eritrea und Sudan.
In Äthiopien und Eritrea heißt der Fluss Tekeze (Tigrinya ተከዘ Tekézé; amharisch ተከዜ täkäze, auch Tekezé) und in Sudan und im Grenzgebiet zwischen Sudan und Äthiopien heißt der Fluss Setit (arabisch سيتيت, DMG Sītīt).

## Verlauf
Er hat eine Länge von 608 km, entspringt als Tekeze im zentralen Hochland etwa 40 km östlich von Lalibela und fließt zuerst westlich, dann nördlich. Nachdem er das Massiv um den Ras Daschän (Simien) umflossen hat, schwenkt er westlich und bildet für kurze Zeit den westlichsten Teil der Grenze zwischen Äthiopien und Eritrea, wo er in Richtung Sudan fließt. Sobald der Tekeze nach Sudan eintritt, wird er Setit genannt. Schließlich mündet er in den Atbara.

## Hydrologie
Die Durchflussmenge des Flusses wurde in Embamadre in m³/s gemessen
Seine Wasserführung konzentrierte sich auf die Regenzeit in den Monaten Juli, August und September. Seit der Inbetriebnahme der Tekeze-Talsperre in der Nähe des Ras Dashän im September 2009 ist die Wasserführung ausgeglichener.

## Bilder

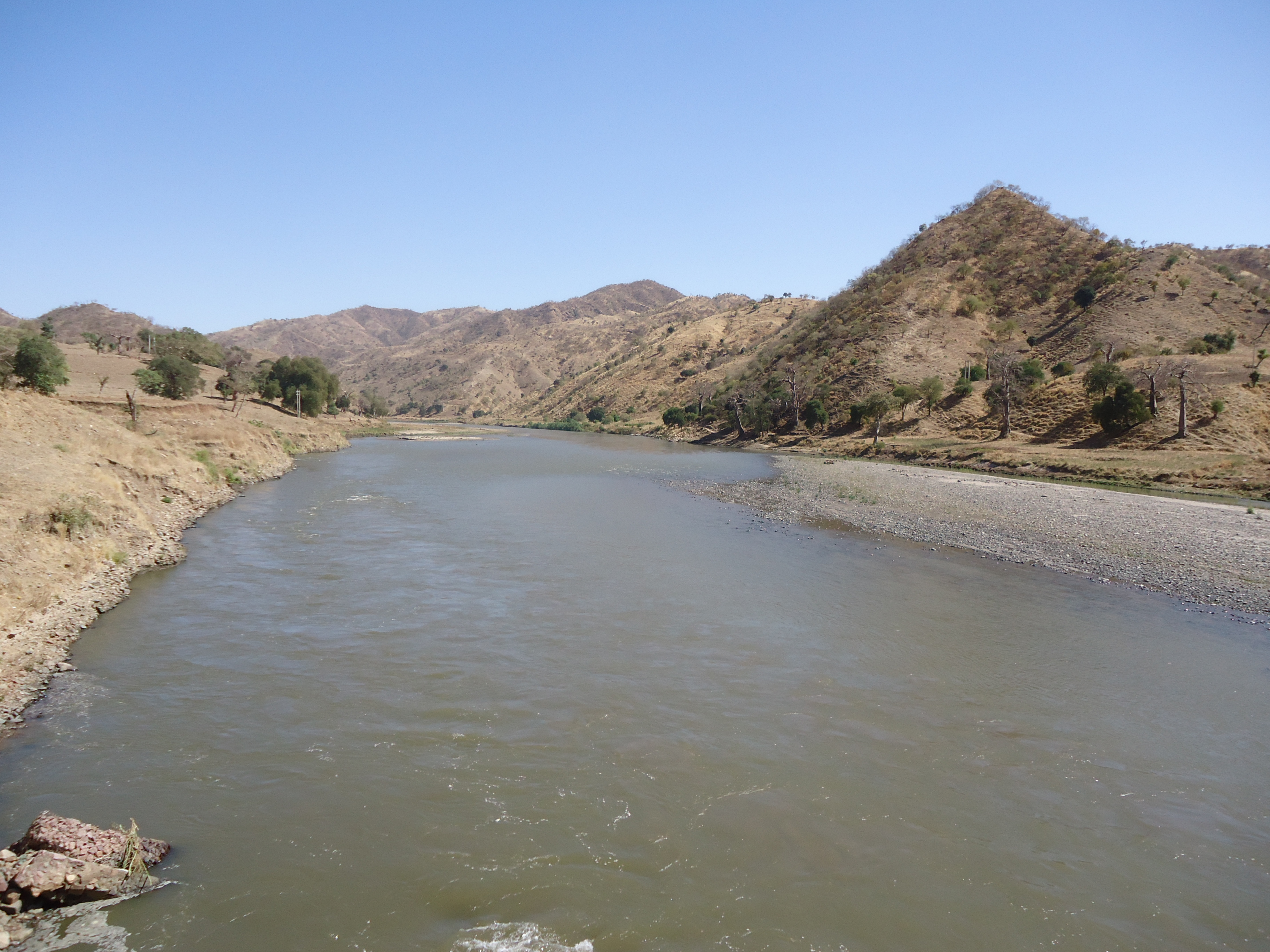
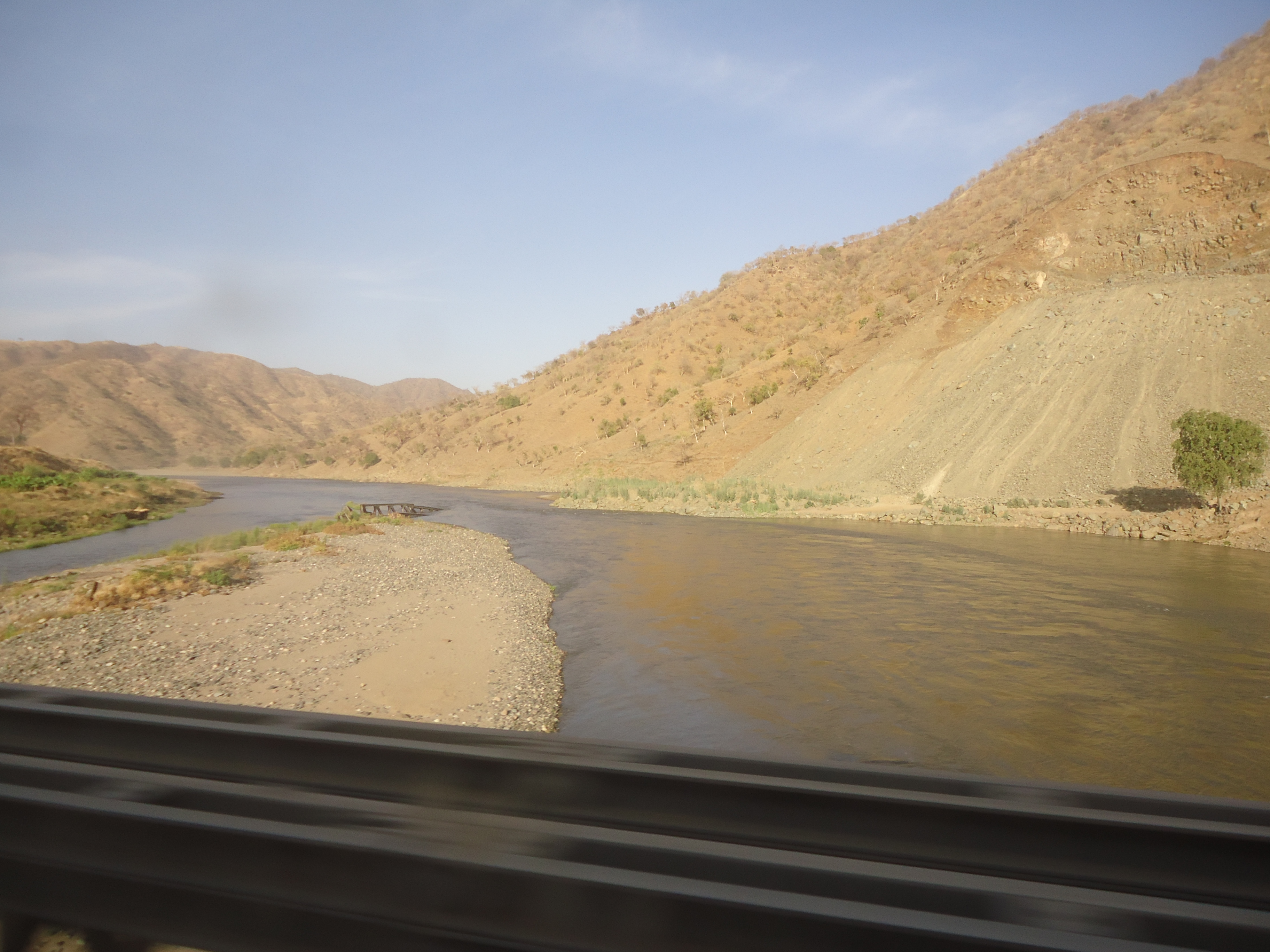
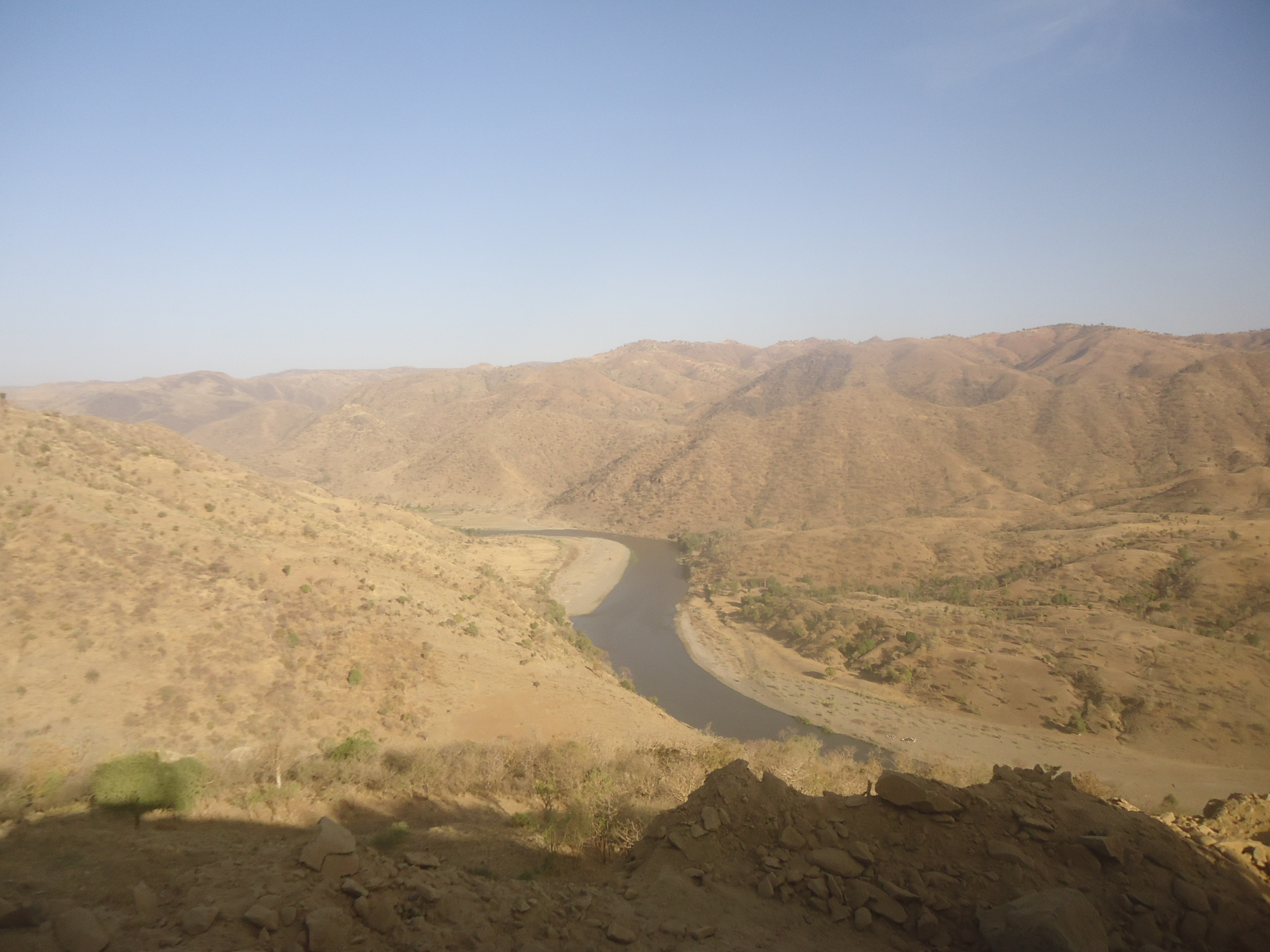